# 日田やきそば
日田やきそば（ひたやきそば）は、大分県日田市で提供される焼きそばで、ご当地グルメである。

## 概要

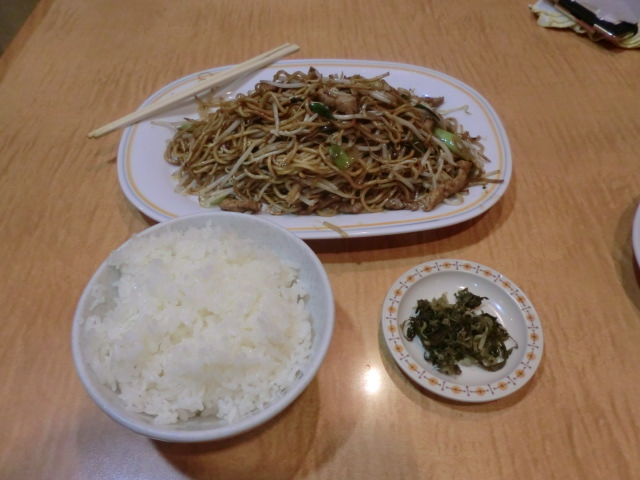
想夫恋の日田やきそば

一般的な炒める焼きそばと違い、油を多めに引いた鉄板上で麺の一部が焦げるほど硬めに焼く麺に特徴がある。パリパリとした麺の食感が特徴。
ソースで味付けし、具は主にもやし、ねぎ、豚肉を入れる。
昭和30年代に、日田焼きそば専門店の想夫恋の初代である角安親が「焼いた麺料理はないものか」と考え、試行錯誤の結果生み出したものとされる。
日田市内のラーメン店を中心に広がっており、この焼きそばを提供する店は想夫恋をはじめ十数店舗ある。
現在は周辺の都市や福岡県のみならず、神奈川県や埼玉県、愛知県、京都府など三大都市圏にも日田焼きそば、日田風の焼きそばを出す店が存在する。
「日田焼きそば」と表記する場合は、想夫恋の商標で2009年8月27日に登録されている。